# Executive order

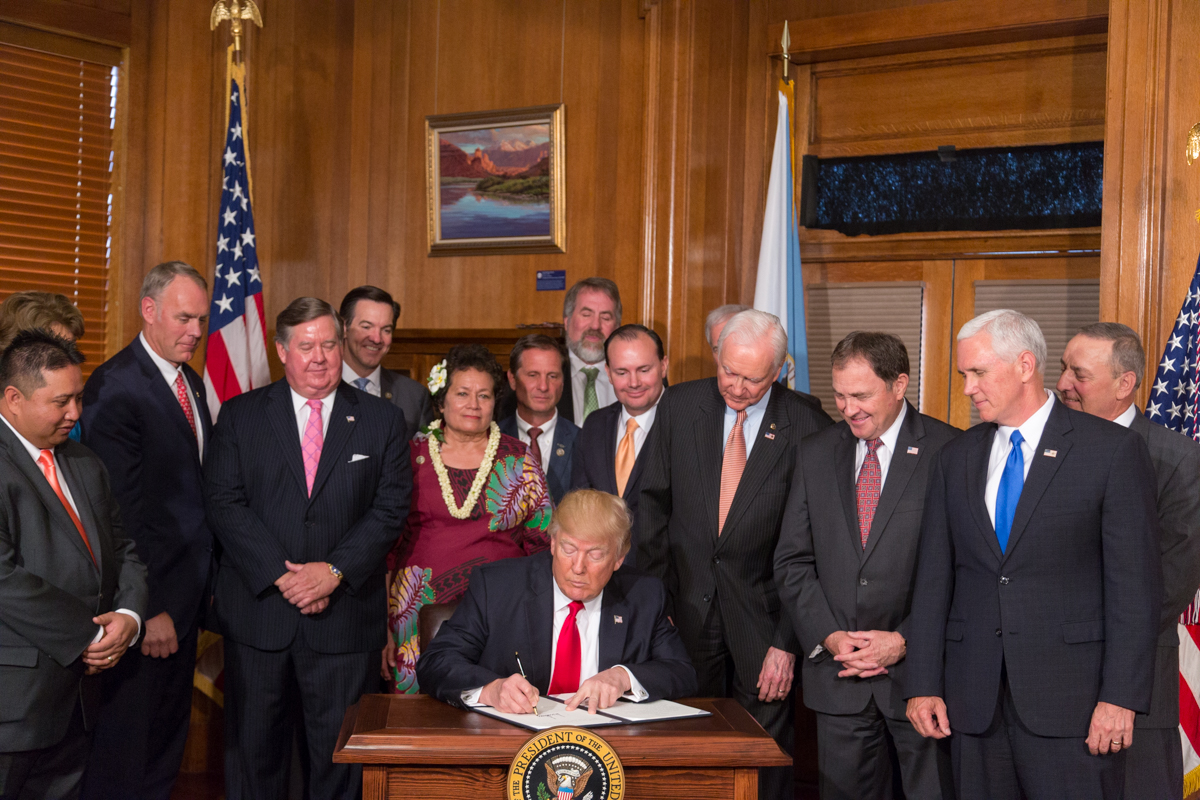
President Trump ondertekent een executive order (2017).

Een executive order, in het Nederlands vaak vertaald als presidentieel decreet, is een decreet van de president van de Verenigde Staten over de beleidsuitvoering van de federale overheid. De wettelijke of grondwettelijke basis voor presidentiële decreten heeft meerdere bronnen:
- Artikel II van de Amerikaanse grondwet geeft de president brede uitvoerende en handhavingsbevoegdheden om naar eigen goeddunken te bepalen hoe de wet moet worden gehandhaafd of op welke manier de middelen en het personeel van de uitvoerende macht van de federale overheid worden beheerd;
- Het Congres kan via wetgeving expliciet of impliciet bepaalde discretionaire bevoegdheden aan de president toekennen.

De overgrote meerderheid van de presidentiële decreten wordt opgemaakt door federale agentschappen voordat ze door de president worden uitgevaardigd. 
Net als wetgeving en overheidsreglementen zijn ook presidentiële decreten onderworpen aan rechterlijke toetsing en kunnen ze worden vernietigd als de besluiten onvoldoende basis hebben in de wet of de grondwet. Sommige besluiten moeten worden goedgekeurd door de wetgevende tak. 
Presidentiële decreten hebben een verregaande invloed op de activiteiten van de overheid, zoals de beslissing hoe en in welke mate wetgeving zal worden afgedwongen, hoe wordt omgegaan met noodsituaties, hoe militaire operaties worden uitgevoerd. Als staatshoofd en regeringsleider van de Verenigde Staten en opperbevelhebber van de Amerikaanse strijdkrachten kan alleen de president van de Verenigde Staten een presidentieel decreet uitvaardigen. 
Een presidentieel decreet blijft van kracht totdat het wordt ingetrokken, herroepen, door de rechter onwettig wordt verklaard of vanzelf verloopt. De president kan op elk moment een decreet herroepen, wijzigen of er uitzonderingen op maken, ongeacht of het een decreet is van hemzelf of van een voorganger. Vaak gaat een nieuwe president in de eerste paar weken van zijn ambtstermijn over tot herziening van bestaande decreten. 